# Собень (Опочинський повіт)
Собень (пол. Sobień) — село в Польщі, у гміні Білачув Опочинського повіту Лодзинського воєводства.
Населення — 258 осіб (2011).
У 1975-1998 роках село належало до Пйотрковського воєводства.

## Демографія
Демографічна структура станом на 31 березня 2011 року:
|          | Загалом | Допрацездатний вік | Працездатний вік | Постпрацездатний вік |
| -------- | ------- | ------------------ | ---------------- | -------------------- |
| Чоловіки | 133     | 36                 | 81               | 16                   |
| Жінки    | 125     | 34                 | 61               | 30                   |
| Разом    | 258     | 70                 | 142              | 46                   |